# Серые лисицы
Серые лисицы (лат. Urocyon) — род животных семейства псовых (Canidae). К роду серых лисиц относятся всего два вида:
- серая лисица (Urocyon cinereoargenteus), обитающая в Северной Америке;
- островная лисица (Urocyon littoralis), эндемик островов Чаннел, расположенных у побережья Калифорнии.

В эволюционном отношении островная лисица является боковой линией серой лисицы, отделившейся после того, как во время последнего ледникового периода серые лисицы попали на острова Чаннел. Островные лисицы значительно меньше своих предков, их величина соответствует размеру домашней кошки. Они являются типичным примером островной карликовости.